# Hont (Nógrád)
Hont est un village et une commune du comitat de Nógrád en Hongrie.